# Fryderyk Tobiaszek
Fryderyk Tobiaszek (ur. ok. 1803, zm. 28 sierpnia 1856 w Krakowie) – urzędnik  austriacki, prezydent Krakowa.
Pracował jako naczelnik urzędu cyrkularnego w Kołomyi.
Na mocy zarządzenia cesarskiego z 13 maja 1853 powołano tymczasowy zarząd miasta Krakowa, mianując prezydentem Tobiaszka. Oficjalnie objął on urząd 1 lipca 1853. Nowy prezydent nie zyskał sympatii mieszkańców Krakowa, urzędowanie rozpoczął od redukcji kadry urzędniczej zatrudnionej w krakowskim magistracie. Językiem urzędowym ponownie został niemiecki.
Tobiaszek w ciągu trzech lat rządów z funduszy magistratu odbudował spalone w pożarze w 1850 jatki dominikańskie. W lutym 1856 otwarto linię kolejową łączącą Kraków z Bochnią. W maju 1856 zakończono pierwszy etap prac fortyfikacyjnych w Krakowie ogłaszając tym samym miasto twierdzą. Podpisano wstępne porozumienie na budowę miejskiej gazowni. 26 sierpnia 1856 roku Minister Spraw Wewnętrznych rządu austriackiego na jego prośbę zwolnił go z obowiązków prezydenta.
Pochowany na cmentarzu Rakowickim w Krakowie.